# Хох, Эдвард
Эдвард Д. Хох (англ. Edward D(entinger) Hoch;; 22 февраля 1930 — 17 января 2008) — американский писатель, автор более 950 преимущественно детективных рассказов.
Родился в Рочестере, штат Нью-Йорк. Первый рассказ опубликован в 1955 году. В 1962 году начал сотрудничать с журналом «Эллери Квинз Мистери» (англ. - "Ellery Queen’s Mystery Magazine"), в котором напечатана половина всех его рассказов, причем с 1973 года по крайней мере по одному рассказу появлялось в каждом номере.
В том же журнале его назвали «королём классического детектива»: Хох строил свои произведения на загадках и дедукции, а не на саспенсе и экшне.
В 2001 году "Гильдия детективных писателей Америки" ("Mystery Writers of America") присвоила ему титул "Грандмастер" — это был первый случай, когда это звание присвоили за рассказы, а не за романы.
Помимо рассказов, написал также три научно-фантастических романа о «Компьютерном бюро расследований» середины XXI века, редактировал ряд антологий.
Несколько особняком стоит цикл оккультно-детективных рассказов о Саймоне Арке, герой-сыщик которых на самом деле не кто иной как легендарный Агасфер.
Умер у себя дома в Рочестере от сердечного приступа.
В России его детективные рассказы до последнего времени почти не переводились, зато он известен как фантаст — в основном благодаря классическому рассказу «Зоопарк» (варианты названий переводов - «Самый лучший зоопарк», «Зверинец» — «Zoo», 1958), который публиковался в нескольких переводах в различных журналах и антологиях, а также по нескольким другим научно-фантастическим рассказам.
Некоторые рассказы Хоха были экранизированы как отдельные эпизоды сериала «Непридуманные истории».

## Публикации
- Эдуард Хох. Подставить Леопольда // Подвиг № 6, 2003.
- Эдвард Хоч. Простенькое дельце // Студенческий меридиан № 7, 2005.